# Talkbox

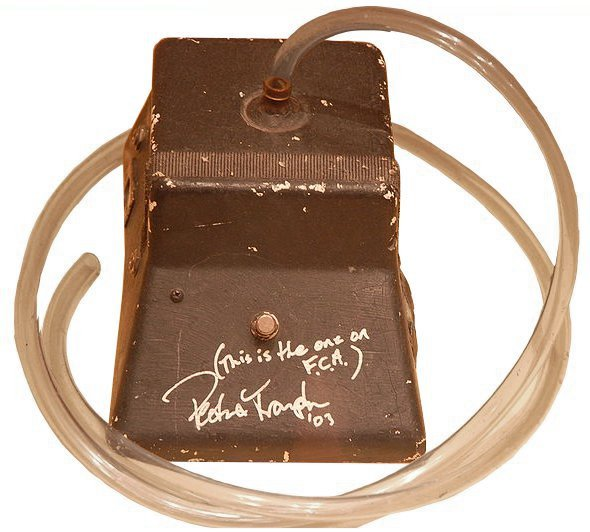
Uma talk box usada por Peter Frampton.

Talk box, também guitarra falada, é um dispositivo utilizado para dar um efeito similar a voz em instrumentos musicais, normalmente guitarras (seu uso em outros instrumentos muitas vezes é confundido com um outro dispositivo, o vocoder) e teclados.
O Talk Box funciona produzindo uma amplificação com um dispositivo que direciona o som através de um tubo. O tubo normalmente é posicionado ao lado do microfone, de maneira que ele fique próximo ou na boca do músico. O músico então "modela" o som abrindo ou fechando sua boca. O músico também pode falar, fazendo com que sua voz pareça produzida pelo instrumento. Esse som sai da boca do músico e, quando vai para o microfone, uma voz híbrida do instrumento e do músico é ouvida.  
Esse instrumento ficou muito caracterizado nos discos da banda estadunidense de hard rock Bon Jovi na música Livin' on a Prayer de 1986, com inspiração no pioneiro Peter Frampton, até então, expoente mor dessa técnica.

## Histórico
A origem do Talkbox não é muito clara.  Alguns dizem que Doug Forbes inventou-o com seu Voice Bag, em 1963. Mas,  Bob Heil da Heil Sound também diz que ele inventou o Talkbox em 1971 para Joe Walsh tocar "Rocky Mountain Way" ao vivo.
Em 1973, Heil deu o Talk Box para Peter Frampton como um presente de Natal e Frampton usou ela extensivamente em seu álbum "Frampton Comes Alive!". Devido ao sucesso de seu álbum, e particularmente dos singles "Do You Feel Like We Do" e "Show Me the Way", Frampton se tornou de alguma maneira sinônimo do Talk Box, a despeito de estar usando apenas em uma pequena quantidade de seus trabalhos.
O grupo musical norte-americano Zapp & Roger Lançou seu primeiro disco em 1980, alcançando rapidamente o Top 20 daquele ano. Nos anos 1980, a banda Zapp revolucionou a música com o uso do Talk Box em seus vocais, marca registrada da banda. Formado pelos irmãos Troutman, Roger, Lester, Larry e Terry (cujo apelido deu o nome a banda). Também fizeram parte do grupo os vocalistas Bobby Glover e Janetta Boyce, os tecladistas Greg Jackson e Sherman Fleetwood e ainda com Eddie Barber, Jerome Derrickson e Mike Warren.
Em 1988, Heil vendeu os direitos de manufatura para Dunlop Manufacturing, Inc. que atualmente constrói a Talk Box de Heil segundo os mesmos padrões que Bob Heil projetou em 1971. Peter Frampton também vende sua própria linha customizada , incluindo Talk Boxes.
Em 1999, O Foo Fighters também utilizou "talk box" durante a gravação do álbum "There is Nothing Left To Lose" na música "Generator". Durante a turnê desse álbum, a banda tocou alguns clássicos em que o talk box foi utilizado, como Rock Mountain Way do Joe Walsh e Show Me The Way do Peter Frampton.

### Sonovox
Um efeito anterior de voz, usando os mesmos princípios de que a garganta fosse utilizada como filtro foi o Sonovox. Através de um tubo, são utilizados pequenas caixas de som presas na garganta do músico. É utilizado em um número de músicas de 1940s até 1960s, e é utilizado para criar a voz de Casey Junior o Trem in Dumbo e The Reluctant Dragon, o instrumento em Rusty in Orchestraville e o piano em Sparky's Magic Piano. O Sonovox foi também utilizado em muitas vinhetas de rádio produzidas pela PAMS of Dallas e JAM Creative Productions. Desde 2006 também é produzido pela Audio Studio Produções (Brasil) www.audiostudio.com.br, existe ainda um site reunindo as melhores produções usando Sonovox produzidos pela JAM e também pela Audio Studio : www.sonovox.com.br .

### Como Ligar o Talk Box
O Talk Box não é ligado como os pedais convencionais, ele substitui o alto-falante dos amplificadores. Ele é ligado numa espécie de looping na saída do cabeçote dos amplificadores, para a entrada “From Amplifier Output” e o alto-falante deve ser ligado na entrada “To Speaker Enclosure”, fechando o looping. Quando o pedal é acionado o alto-falante do amplificador é mutado e o cabeçote é direcionado para o alto-falante do Talk Box, por ele ser um alto-falante de pouca potência, o som que está vindo do cano deve ser amplificado por um microfone, que por sua vez sairá nos PAs.

## Músicas que utilizam Talk Box
Os talk boxes têm sido usados por artistas de diferentes gêneros, incluindo os citados abaixo:

### Usuários doTalkbox
Pink Floyd - David Gilmour - Música Keep Talking
- Bon Jovi (Richie Sambora) - muitas músicas desde os anos 1980. Como o instrumento solo em : "It's My Life", "Love Me Back to Life", "Everyday", "I Want to Be Loved", "We Got It Going On" e "The Distance". Como instrumento de fundo: "Livin On a Prayer", e "All I Want Is Everything"
- Chromeo — várias músicas, por exemplo: "Woman Friend", "Mercury Tears", "Rage!"
- Roger Troutman — várias músicas, por exemplo: "Computer Love", "More Bounce to the Ounce", "Doo Wa Ditty". Troutman também utiliza Talk Box em várias gravações hip hop e R'n'B incluindo a fomosa "California Love" por 2pac
- Zapp and Roger — várias músicas, por exemplo: "Funky Bounce", "Dance Floor", "Radio People"
- Byron Mr. Talkbox Chambers - várias músicas Gospel Talkbox Master, por exemplo: "Destiny", "I Made It", "Diverse City" por Toby Mac, "Jesus is the Best Thing" por Martha Munizzi, "In Control", "Sho' Nuff"
- Slash (Guns N' Roses e Velvet Revolver) - usava muito em solos improvisados nos seus shows, como em um show do Guns N' Roses ao vivo em Tokio, com a música Rocket Queen.
- Scorpions (Matthias Jabs) — "The Zoo","Money And Fame", "To Be Number One", "Can You Feel It", "Cause I Love You", "Raised on Rock"
- Alexander Luke Makhlouf(Cash Cash)-todas as músicas da banda.
- Dan McCafferty (Nazareth) na música "Hair Of The Dog".

### Uso ocasional doTalkbox
| Nome do grupo | Título das canções |
| --- | --- |
| Above the Law | "Summer Days", "Apocalypse Now" |
| Aerosmith (Joe Perry) | "Sweet Emotion" |
| Alice in Chains (Jerry Cantrell)                                                                                               | "Man in the Box", "Rotten Apple" |
| Anathema | "Closer" |
| Dream Theater (John Petrucci)                                                                                                  | "Lines In The Sand", (Live In Bucharest, 2002) |
| Blackstreet | "No Diggity", "Don't Leave Me" |
| Bootsy Collins | "#1 Funkateer", "Shin-O-Myte" |
| Coheed And Cambria (Travis Stever)                                                                                             | "The Light and the Glass", "The Final Cut" |
| DJ Quik | "Safe + Sound", "Can I Eat It?" |
| Foo Fighters (Dave Grohl) | "Generator" |
| Peter Frampton | "Do You Feel Like We Do", "Show Me the Way", "Black Hole Sun" |
| Guns N' Roses, Slash's Snakepit e Velvet Revolver (Slash)                                                                      | "Rocket Queen", "Anything Goes", "Dust N' Bones", "Hair of The Dog"(Guns n' Roses), "Lower"(Slash's Snakepit), "Get out the Door" (Velvet Revolver), "Carolina" (Slash) |
| Kam | "Trust Nobody", "In Traffic" |
| Kid Rock | "I Am the Bullgod (Talkbox Version)", "Only God Knows Why" |
| The Lafayette Afro Rockband | "Darkest Light", "Scorpion Flower", "Voodounon" |
| Lo-Fi Allstars | "Dark is Easy", "Don't Be Afraid of Love" |
| Nickelback | "Breathe", "Woke Up this Morning" |
| Motley Crue (Mick Mars) | "Kickstart My Heart" |
| Pink Floyd (David Gilmour) | "Keep Talking", "Pigs (Three Different Ones)" |
| Queen (Brian May) | "Delilah" |
| Rage Against the Machine (Tom Morello)                                                                                         | "Wake Up", "Guerrilla Radio", "Calm Like A Bomb" |
| Scorpions (Matthias Jabs) | "The Zoo","Money And Fame", "To Be Number One", "Can You Feel It", "Cause I Love You", "Raised on Rock"                                                                 |
| Snoop Dogg | "What's My Name", "Snoop Bounce",´´Sensual Seduction`` |
| Soullive | "Romantic", "Back Again" |
| Steelheart | "Late for the Party" |
| Steely Dan | "Haitian Divorce" |
| Tool (Adam Jones) | "Jambi", "Rosetta Stoned" |
| Johnny Guitar Watson | "A Real Mother for Ya", "Your Love is My Love" |
| Weezer | "Beverly Hills", "Perfect Situation" |
| The Wild Magnolias | "Cory Died on the Battlefield", "Smoke My Peace Pipe (Smoke it Right)"                                                                                                  |
| Stevie Wonder | "1-2-3 Sesame Street", "Love Having You Around" |
| Michał Urbaniak | "Street Talk", "Paris Groove" |
| Black Label Society (Zakk Wylde)                                                                                               | "Fire It Up", "Concrete Jungle", "Blacked out World" |
| Godsmack (Robert Merrill) | "No Rest For The Wicked" |
| Godsmack (Sully Erna) | "I Stand Alone" |
| Nazareth ( Manny Charlton). Ao vivo quem faz o efeito é o vocalista Dan McCafferty utilizando uma gaita de fole como disfarce. | "Hair of the Dog" (1975) e "Jet Lag" (1974) |
| Korn (Munky) | "Dead Bodies Everywhere" |
| Rascal Flatts (Joe Don Rooney)                                                                                                 | "Me And My Gang" |
| Joe Satriani (Professor Satchafunkilus and the Musterion of Rock)                                                              | "II Just Wanna Rock" |
| Ira! (Edgard Scandurra) | "Flerte Fatal" |
| Weezer (Rivers Cuomo) | "Beverly Hills" |
| Metallica (Kirk Hammett) | "The House Jack Built" |

## Usos não musicais
Uma talk box foi conectada a um iPad juntamente a um programa de efeitos para criar a voz do personagem BB-8 em Star Wars: O Despertar da Força.